# Dekanat Suwałki – Ducha Świętego
Dekanat Suwałki – Ducha Świętego – jeden z 22 dekanatów w rzymskokatolickiej diecezji ełckiej.

## Parafie
W skład dekanatu wchodzi 8 parafii:
- parafia św. Maksymiliana Marii Kolbe – Gawrych Ruda
- parafia Trójcy Przenajświętszej – Raczki
- parafia bł. Anieli Salawy – Suwałki
- parafia Matki Bożej Królowej Męczenników – Suwałki
- parafia św. Apostołów Piotra i Pawła – Suwałki
- parafia św. Wojciecha – Suwałki
- parafia Niepokalanego Poczęcia Najświętszej Maryi Panny – Wigry
- parafia Matki Bożej Częstochowskiej – Żyliny

## Sąsiednie dekanaty
Augustów – MB Królowej Polski, Augustów – św. Bartłomieja Apostoła, Ełk – Miłosierdzia Bożego, Filipów, Olecko – św. Jana Apostoła, Sejny, Suwałki – Miłosierdzia Bożego, Suwałki – św. Benedykta i Romualda